# Urophyllum subanurum
Urophyllum subanurum är en måreväxtart som beskrevs av Otto Stapf. Urophyllum subanurum ingår i släktet Urophyllum och familjen måreväxter. Inga underarter finns listade i Catalogue of Life.